# Janusz Zemke

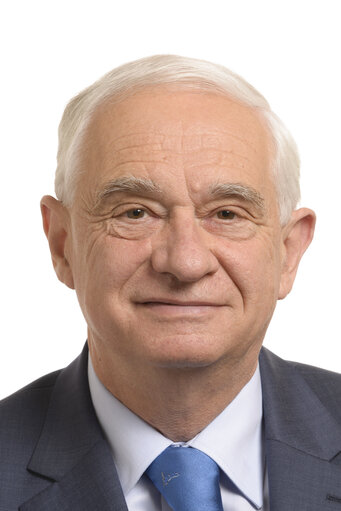
Janusz Zemke (2014)

Janusz Władysław Zemke (* 24. Februar 1949 in Kowalewo Pomorskie) ist ein polnischer Politiker (PZPR, SLD), von 1989 bis 2009 war er Abgeordneter des Sejm in der X. Wahlperiode (PRL), sowie der I., II., III., IV., V. und VI. Wahlperiode (Dritte Republik). Er ist ehemaliger Staatssekretär im Ministerium für Verteidigung und war von 2009 bis 2019 Abgeordneter des Europäischen Parlaments.

## Leben und Beruf
Er ist Absolvent des IV. Allgemeinbildenden Lyzeums in Bydgoszcz. Er machte einen Abschluss in der Fakultät für Rechts- und Verwaltungswissenschaften der Nikolaus-Kopernikus-Universität Toruń, danach promovierte er im Jahr 1977 in Politikwissenschaften an der Hochschule für Gesellschaftswissenschaften beim ZK der Polska Zjednoczona Partia Robotnicza (Polnische Vereinigte Arbeiterpartei – PZPR) in Warschau. Später war er in verschiedenen Positionen beruflich für die Partei tätig. Er ist Oberleutnant der Reserve.
Zemke ist verheiratet und hat drei Kinder.·

## Politik
Nachdem er bereits seit 1964 Mitglied des Sozialistischen Jugendbundes gewesen war, gehörte er von 1969 bis zur Selbstauflösung 1990 der Polnischen Vereinigten Arbeiterpartei (PZPR) an und war unter anderem Erster Sekretär des Wojewodschaftskomitees in Bydgoszcz. 1990 trat er der in die Socjaldemokracja Rzeczypospolitej Polskiej (SdRP) und 1999 in den Sojusz Lewicy Demokratycznej (SLD) ein. Er saß im Landesvorstand der SdRP.
Von 1989 bis 2009 war er ununterbrochen Abgeordneter im Sejm. Bei den halbfreien Wahlen zum Vertragssejm 1989 wurde er für die PZPR gewählt. 1991, 1993, 1997, 2001 und 2005 errang er das Mandat für den SLD. In den Jahren 2001 bis 2005 war er Staatssekretär im Ministerium für Verteidigung. Bei den Parlamentswahlen 2007 wurde er mit 42.347 Stimmen zum siebten Mal Abgeordneter, diesmal von der Liste der Lewica i Demokraci (LiD) für den Wahlkreis Bydgoszcz. Er war Vorsitzender der Kommission für Verteidigung und saß in der Kommission für Geheimdienste. Am 22. April 2008 wurde er Mitglied der neu gegründeten Fraktion Lewica.
Bei der Europawahl 2009 wurde er in das Europäische Parlament gewählt. Damit endete am 10. Juni 2009 seine Mitgliedschaft im Sejm. Bei der Europawahl 2014 gelang ihm erneut der Einzug in das Parlament. Bei der Europawahl 2019 kandidierte er für das Wahlbündnis Koalicja Europejska der pro-europäischen Kräfte, erreichte aber diesmal kein Mandat.

## Ehrungen
- Offizierskreuz des Orden Polonia Restituta
- Silbernes Verdienstkreuz der Republik Polen (1977)
- Medaille für Verdienste um die Nationale Verteidigung (2010)[12]